# Stanley L. Jaki
Stanley L. Jaki (Győr, Hungría, 17 de agosto de 1924 - Madrid, España, 7 de abril de 2009) fue un sacerdote húngaro, miembro de la orden benedictina, especializado en la historia y filosofía de la ciencia. 
Doctor en teología y física y miembro honorario de la Academia Pontificia de las Ciencias. Recibió el premio Lecompte du Noüy de 1970 y el premio Templeton de 1987, entre otros. Fue profesor distinguido de física en la Universidad Seton Hall, una universidad católica, en South Orange, Nueva Jersey, desde 1975. Ocupó plaza de profesor o investigador invitado en Princeton, Stanford, Oxford y otras instituciones universitarias de prestigio.
Se doctoró en física, ya en EE. UU., en 1957 con el Premio Nobel Victor Hess.
Su primera obra de importancia fue The Relevance of Physics (1966, University of Chicago Press), de la que la revista American Scientist dijo que: “La aparición de este libro es un evento de no poca importancia... el libro de Jaki debería ser leído por todos los científicos, estudiantes y profesores” (W. Heitler). En esa obra hace un exhaustivo análisis histórico de los métodos de la física y de sus interacciones con la biología, la ética, la teología y la cultura en general. 
Recibió el premio internacional “Lecomte de Noüy” (1970) por su libro Brain, Mind and Computers. 
El Dr. Jaki pronunció las prestigiosas Gifford Lectures en la Universidad de Edimburgo entre 1974 y 1976. Las conferencias se publicaron con el título The Road of Science and the Ways of God.
Invitado en 1977 a dar las lecciones Fremantle en Oxford, después las publicó en otro libro: The Origin of Science and the Science of its Origins. 

## Tesis
Continuó y amplió los trabajos de Pierre Duhem sobre el nacimiento de la ciencia moderna y sus relaciones con la religión.
Jaki afirmaba que en las grandes culturas de la antigüedad (Babilonia, Egipto, Grecia, Roma, India, China, etc.), la ciencia experimental no encontró un terreno propicio. Más bien, los escasos intentos de nacimiento acabaron en sucesivos abortos. Un factor determinante fue que, en esas culturas, se representaba la naturaleza como sometida a unas divinidades caprichosas, o se pensaba en ella de modo panteísta. Jaki examinaba esos problemas desde el punto de vista histórico y concluía que el nacimiento de la ciencia moderna sólo fue posible en la Europa cristiana, cuando se llegó a dar lo que llamaba la matriz cultural cristiana.
Era conocido también por haber defendido que el teorema de Gödel es aplicable a las teorías deterministas del todo, que tendrían que elegir entre ser completas o internamente consistentes.
Ha sido citado con frecuencia por los creacionistas, aunque sus posiciones no diferían en este tema en lo esencial de las de la Iglesia católica, muy alejadas del literalismo bíblico que el creacionismo de los protestantes fundamentalistas toma como punto de partida.

## Críticas
Según algunos críticos, los escritos de Jaki sobre historia de la ciencia aparecieron lastrados por una posición abiertamente apologética. El método apologético de Jaki combina un acento científico a un enfoque doctrinal, con un método muy distinto de los de Teilhard de Chardin o Alfred North Whitehead. El estilo de Jaki era belicoso, y se mostraba sarcástico con los que no compartían sus puntos de vista y no pasaban la criba de su ortodoxia tomista. Trataba de oportunistas a los historiadores de la ciencia profesionales y descalificaba, aunque oblicuamente, a sus críticos, sobre la base de que su corazón está endurecido por el pecado original y sus mentes cerradas a las abundantes pruebas de la verdad del teísmo cristiano: «¿No hay algo de pecaminoso en que el intelecto humano elija ver ciertas cosas y ciertamente no otras?»
Por otra parte, como historiador de la ciencia, algunos críticos le reprochan que demostraba mayor interés en juzgar críticamente las posturas que en fundamentar sus tesis en la reconstrucción de los hechos, en contra de lo que reclamaba, dedicándose más que nada a criticar a las «mentes descarriadas», como Bacon, Descartes, Hume, Kant, los idealistas alemanes, Comte, Mach, ... Especialmente desacreditaba a Darwin, a quien calificaba de mal informado porque no cree en Dios. Según R. L. Numbers, no es inapropiado aplicar a Jaki lo que él dice de Mach: «Un historiador de la ciencia más o menos informado, pero siempre tendencioso.» En relación con las fuentes sobre las relaciones entre el catolicismo y la ciencia en el siglo XVII, W. B. Answorth dice que las varias obras de Jaki, como Ciencia y creación, son «eruditas, informadas, pero tan sesgadas que resultan inútiles.»

## Fallecimiento
Falleció el 7 de abril de 2009 en Madrid a causa de una cardiopatía. Estaba en España, en su camino de regreso a Estados Unidos, después de impartir varias conferencias en Roma.

## Obras editadas en España
- Stanley L. Jaki (1990). Física y religión en perspectiva. Ediciones Rialp. ISBN 978-84-321-2790-8.
- Fundamentos éticos de la bioética y otros ensayos (2006), Asociación Española Ciencia y Cultura, ISBN 978-84-934675-6-2
- Three lectures on physics and the universe (2005), Asociación Española Ciencia y Cultura, ISBN 978-84-933131-6-6
- Medieval christianity: its inventiveness in science and technology (2005), Asociación Española Ciencia y Cultura, ISBN 978-84-933131-5-9
- Ciencia, teología y Torres Gemelas: cuestiones candentes sobre islam y cristianismo (2004), Voz de Papel, ISBN 978-84-96471-06-1
- Stanley L. Jaki (1996). La Ciencia y la Fe: Pierre Duhem. Ediciones Encuentro. ISBN 978-84-7490-401-7.

- Ciencia, fe, cultura (1990), Ediciones Palabra, S.A. ISBN 978-84-7118-701-7
- Ciencia y creación: Desde los ciclos eternos hasta un universo oscilante (1974), Publicaciones de Ciencia e Historia (Science History Publications), ISBN 978-0-88202-010-5